# East Hertfordshire
East Hertfordshire este un district ne-metropolitan situat în Regatul Unit, în comitatul Hertfordshire din regiunea East, Anglia.

## Orașe din cadrul districtului
- Bishop's Stortford
- Buntingford
- Hertford
- Sawbridgeworth
- Ware